# Platja d'El Cuerno
La Platja de El Cuerno (Castrillón), és un platja que està ubicada segons Alejandro del Río a San Martín de Laspra, encara que altres autors la situen a Salinas (Castrillón, i fins i tot a Arnao. Del que sí que semblen estar tots d'acord és de la seva pertinença al concejo de Castrillón, Astúries.

## Descripció
Es tracta d'una petita platja en forma de petxina, amb unes dimensions de 100 metres de longitud i una amplada molt variable per l'efecte de les marees sent aproximadament els 25 metres l'amplada mitjana.
Està composta de grava i sorra fosca de gra gruixut.
La separa de la propera Platja de Salinas un promontori rocós i penya-segat, denominat La Peñona, sobre el qual s'ha construït el parc en el qual es troba exposada la col·lecció que conforma el conegut el Museu de les Àncores.
Es tracta d'una platja de perillositat mitjana, situada en una zona residencial, amb atractius paisatges i zones recreatives, malgrat no comptar amb cap mena de servei. Durant la baixamar s'uneix a un illot del qual ha rebut el nom.
A més és considerada com a platja naturista, segons la Federació espanola de Naturisme.